# Salvate la tigre
Salvate la tigre (Save the Tiger) è un film del 1973 diretto da John G. Avildsen, con protagonista Jack Lemmon.

## Trama
Los Angeles: Harry Stoner è il proprietario di un'azienda di abbigliamento in difficoltà finanziarie. Infatti la collezione che si appresta ad uscire sul mercato è destinata al successo, ma è necessario disporre di denaro per produrre gli abiti.
Nervoso ed esasperato dalla routine quotidiana, Stoner decide, nonostante il parere negativo del suo socio e amico Phil Greene, che l'unico modo per ottenere il denaro necessario è quello di incaricare un uomo di fiducia, Charlie Robbins, di dare fuoco ad un suo stabilimento per riscuotere l'assicurazione. Mentre Stoner progetta il piano arriva in ufficio un suo vecchio cliente, un pervertito che supplica l'amico di organizzargli un incontro con una prostituta, Margo, con cui era stato in precedenza. Stoner, nonostante le contrarietà della donna, alla fine riesce a ottenere l'appuntamento per l'amico, per non perderne la fiducia, ed i soldi. Mentre Stoner e Greene sono ad un bar Margo lo chiama per comunicargli una terribile notizia: il suo amico è stato colto da un infarto durante l'incontro. I due si precipitano nel motel e riescono a far ricoverare l'amico, anche se Stoner sembra più preoccuparsi dell'eventuale mancato acquisto di capi dello stesso che della sua salute.
La mente di Stoner comincia però a mostrare cenni di grosso turbamento, che già gli procurava un'insonnia di cui la moglie Janet si era accorta, anche se l'uomo rifiutava di farsi vedere da un medico per una cura tramite ipnosi. Durante la mattinata Stoner spesso sogna ad occhi aperti, ricordando la sua gioventù spensierata, passata tra i campi da baseball e la musica jazz. Ma è proprio durante il discorso di presentazione della sua collezione che Stoner è assalito da una terribile allucinazione: tra il pubblico vede i volti dei suoi compagni morti durante lo sbarco ad Anzio dell'esercito statunitense, il cui ricordo lo terrorizza. In pieno stato di confusione Stoner riesce, grazie alla sua assistente, a scendere dal palco: mentre assiste alla sfilata è avvicinato da uno strozzino, che gli fa vantaggiose offerte per procurargli il denaro di cui l'azienda abbisogna. Stoner liquida lo strozzino e va, insieme a Greene, in uno squallido cinema porno dove i due dovevano incontrare Robbins. L'uomo gli dà appuntamento nello stesso luogo l'indomani, dopo aver fatto un sopralluogo.
La sera, mentre ritorna a casa, Stoner ritrova sulla sua strada una giovane autostoppista, Myra: i due passano la notte insieme in una casa sulla spiaggia, anche se ad un certo punto Harry viene assalito dai suoi pensieri sulla guerra, vaneggiando di fronte alla ragazza. Il mattino dopo al cinema Stoner assolda Robbins per il "lavoretto" allo stabilimento.

## Riconoscimenti
- 1974 - Premio Oscar
  - Miglior attore protagonista a Jack Lemmon
  - Candidatura Miglior attore non protagonista a Jack Gilford
  - Candidatura Migliore sceneggiatura originale a Steve Shagan
- 1974 - Golden Globe
  - Candidatura Miglior film drammatico
  - Candidatura Miglior attore in un film drammatico a Jack Lemmon
  - Candidatura Miglior attore non protagonista a Jack Gilford
- 1974 - WGA Award
  - Migliore sceneggiatura originale a Steve Shagan